# Garraun Point
Garraun Point är en udde i republiken Irland.   Den ligger i grevskapet Ciarraí och provinsen Munster, i den sydvästra delen av landet, 300 km väster om huvudstaden Dublin. Garraun Point ligger på ön Great Blasket Island.
Terrängen inåt land är huvudsakligen kuperad, men åt nordväst är den platt. Havet är nära Garraun Point åt sydväst.  Närmaste större samhälle är Dingle, 17,0 km öster om Garraun Point. 